# Загустайский источник
Загустайский источник или источник Агсуурга — памятник природы, расположенный у подножия Хамбинского хребта в 2 км от села Ягодное Селенгинского района Республики Бурятия на берегу реки Аршан. Один из наиболее известных минеральных источников на территории Бурятии. Вода, с содержанием радона 130—140 эман, имеет гидрокарбонатный натриево-кальциевый состав с минерализацией 0,132 г/л. Также в воде содержится молибден (0,005 мг/л), цинк (0,02 мг/с) и уран (4·10-8 г/л). Температура воды — 4 °C. Источник имеет оздоровительное значение, используется для лечения нервной системы, кожных заболеваний, болезней опорно-двигательного аппарата и гипертонии.
Источник давно был известен местному населению, для которых связывался с культом хозяев местности, где переплелись «шаманские и ламаистские обряды и обычаи». Впервые загустайский источник упоминается И. Н. Багашевым в книге «Минеральные источники Забайкалья» от 1906 года. Первое научное описание памятника было сделано академиком В. А. Обручевым. Рядом с источником построен санаторий.
Согласно легенде рядом с источником охотники нашли раненного изюбра. Вернувшись сюда спустя некоторое время, они заметили, что раненое животное здорово. Таким образом они предположили, что источник имеет лечебные свойства.
В 2020 году Министерством туризма Бурятии был запущен Республиканский интернет-конкурс «ТОП-100 достопримечательностей Республики Бурятия». В результате голосования жителей и представителей муниципалитетов и организаций источник «Агсуурга» занял 25 место.
Согласно постановлению Совета Министров Бурятской АССР № 18 от 18 января 1984 года минеральный источник признан памятником природы и находится под охраной государства.